# 国立大学法人法
国立大学法人法（こくりつだいがくほうじんほう、英語: National University Corporation Act、平成15年7月16日法律第112号）は、国立大学法人および大学共同利用機関法人の組織および運営に関する日本の法律である。旧国立学校設置法。
2003年（平成15年）に制定され、附則1条により同年10月1日に施行された。なお、制定にあたっては衆議院および参議院の両院にて「附帯決議」が附された。
主務官庁は原則として文部科学省高等教育局国立大学法人支援課であるが、制度の改正並びに廃止に関する審査についてのみ、総務省行政管理局企画調整課および管理官室の専管となる。
条文の多くを独立行政法人通則法から準用する。

## 目的
文部科学省によれば、国立大学の法人化は国立大学がより自律的で自由な運営を行えるようにすることが目的とされる。

## 改正国立大学法人法（2023年）
2023年の改正で、「特定国立大学法人」と政令によって指定された国立大学法人に対し、「運営方針会議」を設置することが義務付けられた。運営方針会議の委員は、学長選考・監察会議と協議の上、学長が任命し、文部科学大臣が承認する。
学長は運営方針会議に大学法人の運営状況について報告する必要があるほか、運営方針会議は学長に解任の必要があると認められた場合、学長選考・監察会議に報告する必要があるとされる。
2024年時点で、特定国立大学法人には東北大、東京大、東海国立大学機構（岐阜大、名古屋大）、京都大、大阪大が指定されている。
国立大学協会は、運営方針会議の設置有無によって予算の配分に影響を与えないようにすることなどを求める声明を出している。
また、改正国立大学法人法の立法にあたっては、運営方針会議を設置する対象が国際卓越研究大学から特定国立大学法人まで拡大された経緯を示す公文書が存在しないことが指摘されている。これについて、立法事実を示す文書が存在しなければ、立法の妥当性を検証できないという批判が為されている。文部科学省高等教育局国立大学法人支援課は、原案策定の過程を残すという意識が弱かったとした上で、意図的に残さなかったわけではないとしている。
立憲民主党の牧義夫衆院議員は、立法事実に疑義があることに加え、文部科学委員会での政府に対する質疑時間が5時間半しかなかったこと、大学関係者の理解を得られていないことなどを挙げ、国会での審議過程にも瑕疵があるとした上で、日本国憲法と教育基本法に定められる学問の自由が歪められることがあってはならないという立場から反対討論で強い抗議の意を示している。

## 批判
法成立時の附帯決議に反して運営費交付金が減額され続けてきたことに対しての批判がある。運営費交付金は基盤的経費と競争的資金からなるが、運営費交付金全体と基盤的経費が削減される一方、競争的資金の割合と額は増加してきた。

## 立法歴
以下は国立大学法人法の立法と、国大法の改正を主とする法律の立法経緯である。
| 回次                   | 法案名                                             | 採決 | 附帯決議      | 公布・施行日                   | 出典                               |
| ---------------------- | -------------------------------------------------- | --- | ------------- | ------------------------------ | ---------------------------------- |
| 第156回国会 （2003年） | 国立大学法人法案                                   | 衆議院本会議 起立採決 参議院本会議 賛成：131 自由民主党・ 保守新党（109） 公明党（22） 反対：101 - 民主党・新緑風会（57） - 日本共産党（20） - 国会改革連絡会（ 自由党・無所属の会）（13） - 社会民主党・護憲連合（5） - 無所属（6） 棄権：10 - 自由民主党・ 保守新党 (７） - 国会改革連絡会（ 自由党・無所属の会）（1） - 社会民主党・護憲連合（1） - 無所属（1） | 衆議院 参議院 | 2003年（平成15年）7月16日 公布 | [ 12 ] [ 13 ] [ 14 ] [ 15 ]        |
| 第162回国会（2005年）  | 国立大学法人法の一部を改正する法律案（第一次改正） | 衆議院本会議 参議院本会議 賛成：227 反対：0 棄権：15 |               |                                | [ 16 ]                             |
| 第166回国会（2007年）  | 国立大学法人法の一部を改正する法律案（第二次改正） | 衆議院本会議 参議院本会議 賛成：201 反対：0 棄権：37 |               |                                | [ 17 ]                             |
| 第190回国会（2016年）  | 国立大学法人法の一部を改正する法律案（第三次改正） | 衆議院本会議 参議院本会議 賛成：214 - 自由民主党（111） - 公明党（20） - 民進党・新緑風会（59） - おおさか維新の会（7） - 日本を元気にする会・無所属会（4） - 日本のこころを大切にする党（3） - 生活の党と山本太郎となかまたち（2） - 無所属クラブ (2) - 新党改革・無所属の会（2） - 無所属 (4) 反対：16 - 日本共産党（11） - 社会民主党・護憲連合（3） - 生活の党と山本太郎となかまたち（1） - 無所属 (1) 棄権：12 - 自由民主党（5） - 民進党・新緑風会（5） - 無所属 (2) |               |                                | [ 18 ]                             |
| 第204回国会（2021年）  | 国立大学法人法の一部を改正する法律案（第四次改正） | 衆議院本会議 起立採決 （賛成） - 自由民主党・無所属の会 - 立憲民主党・無所属 - 公明党 - 日本維新の会・無所属の会 - 国民民主党・無所属クラブ （反対） - 日本共産党 参議院本会議 起立採決 |               |                                | [ 19 ] [ 20 ]                      |
| 第212回国会（2023年）  | 国立大学法人法の一部を改正する法律案（第五次改正） | 衆議院本会議 起立採決 （賛成） - 自由民主党・無所属の会 - 公明党 - 日本維新の会 - 国民民主党・無所属クラブ （反対） - 立憲民主党・無所属 - 日本共産党 - れいわ新選組 - 有志の会 参議院本会議 起立採決 | 衆議院 参議院 |                                | [ 21 ] [ 22 ] [ 23 ] [ 24 ] [ 25 ] |

## その他
第12条6項において、学長、理事、運営方針会議委員の任命基準について「人格が高潔で、学識が優れ、かつ、大学における教育研究活動を適切かつ効果的に運営することができる能力を有する者」と定められている。

## 構成
- 第一章 総則 
  - 第一節 通則（第1条 - 第8条）
  - 第二節 国立大学法人評価委員会（第9条）
- 第二章 組織および業務 
  - 第一節 国立大学法人 
    - 第一款 役員および職員（第10条 - 第19条）
    - 第二款 経営協議会等（第20条・第21条）
    - 第三款 業務等（第22条・第23条）

  - 第二節 大学共同利用機関法人 
    - 第一款 役員および職員（第24条 - 第26条）
    - 第二款 経営協議会等（第27条・第28条）
    - 第三款 業務等（第29条）
- 第三章 中期目標等（第30条・第31条）
- 第四章 財務および会計（第32条 - 第34条）
- 第五章 指定国立大学法人（第35条 - 第37条）
- 第六章 雑則（第38条 - 第41条）
- 附則